# Comuna Tătărăștii de Sus, Teleorman
Tătărăștii de Sus este o comună în județul Teleorman, Muntenia, România, formată din satele Dobreni, Tătărăștii de Sus (reședința) și Udupu.

## Demografie
Componența etnică a comunei Tătărăștii de Sus
     Români (72,56%)
     Romi (21,4%)
     Alte etnii (6,04%)
Componența confesională a comunei Tătărăștii de Sus
     Ortodocși (89,5%)
     Penticostali (2,77%)
     Adventiști (1,37%)
     Alte religii (0,32%)
     Necunoscută (6,04%)
Conform recensământului efectuat în 2021, populația comunei Tătărăștii de Sus se ridică la 2.781 de locuitori, în scădere față de recensământul anterior din 2011, când fuseseră înregistrați 3.197 de locuitori. Majoritatea locuitorilor sunt români (72,56%), cu o minoritate de romi (21,4%). Din punct de vedere confesional, majoritatea locuitorilor sunt ortodocși (89,5%), cu minorități de penticostali (2,77%) și adventiști (1,37%), iar pentru 6,04% nu se cunoaște apartenența confesională.

## Istorie
La sfârșitul secolului al XIX-lea, comuna făcea parte din plasa Teleormanului al județului Teleorman și era alcătuită doar din satul Tătărăștii de Sus, cu o populație de 734 de locuitori. În comună funcționa o școală mixtă și două biserici. La acea vreme, în aceiași plasă mai funcționa și comuna Udupu, care avea și ea aceiași structură, având o populație de 1079 de locuitori. În comună funcționa o școală și două biserici.
Anuarul Socec din 1925 consemnează comuna în plasa Slăvești a aceluiași județ, având o populație de 1297 de locuitori. Comuna Udupu este consemnată și ea în aceiași plasă, având o populație de 1710 de locuitori.
În anul 1950, comunele au trecut în administrația raionului Turnu Măgurele al regiunii Teleorman, raion care, doi ani mai târziu, a fost inclus în regiunea București. 
În anul 1968, comuna a trecut la județul Teleorman, în actuala structură. Tot atunci, comuna Udupu este desființată, iar satul cu același nume a trecut la comuna Tătărăștii de Sus.

## Politică și administrație
Comuna Tătărăștii de Sus este administrată de un primar și un consiliu local compus din 11 consilieri. Primarul, Bogdan Alexandru Dumitrescu[*], de la Partidul Național Liberal, este în funcție din 2008. Începând cu alegerile locale din 2024, consiliul local are următoarea componență pe partide politice:
|  | Partid                    | Consilieri | Componența Consiliului | Componența Consiliului | Componența Consiliului | Componența Consiliului | Componența Consiliului | Componența Consiliului | Componența Consiliului |
|  | ------------------------- | ---------- | ---------------------- | ---------------------- | ---------------------- | ---------------------- | ---------------------- | ---------------------- | ---------------------- |
|  | Partidul Național Liberal | 7          |                        |                        |                        |                        |                        |                        |                        |
|  | Partidul Social Democrat  | 4          |                        |                        |                        |                        |                        |                        |                        |